# Jesús Hernández Cifuentes

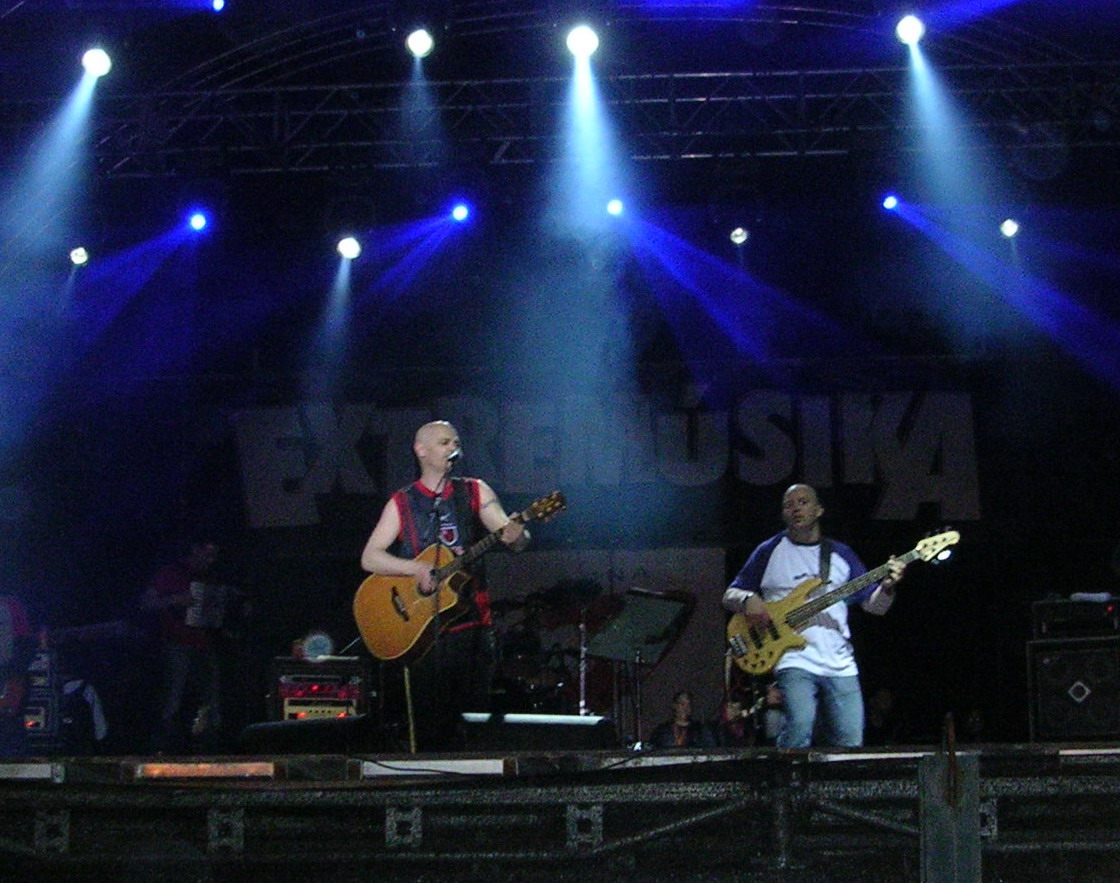
Jesús Cifuentes liderant els Celtas Cortos durant un concerto a Extremúsika 2006 a Càceres

Jesús Hernández Cifuentes, més conegut per Jesús Cifuentes (18 de juliol de 1966, Valladolid, Castella i Lleó), és el líder i cofundador del grup de Valladolid Celtas Cortos. Conegut pel seu carisma com a cantant i guitarrista.
Va créixer al barri obrer de Las Delicias de Valladolid, on l'any 1984 tocaria el baix en el grup Almenara, junt amb Nacho Castro i Carlos Soto, futurs components de Celtas Cortos. Dos anys després, per presentar-se a un concurs d'una discoteca, s'uneixen sota el nom de Colectivo Eurofolk els que seran els primers integrants de Celtas Cortos, 8 adolescents castellans que guanyen el concurs i decideixen no separar-se com havien de fer.
Amb Celtas Cortos, Jesús Cifuentes iniciarà una etapa que durarà 16 anys, i en el grup assolirà el rol de líder i compositor principal, junt amb Carlos Soto i Nacho Martín. El grup, que es consolida com a peça important del moviment del rock espanyol dels anys 80, esdevé tot un èxit a nivell estatal i també resulta un èxit a països europeus com França, Itàlia o Portugal, o països d'Hispanoamèrica com Argentina o Mèxic.
Jesús Cifuentes marca un clar accent revolucionari en el missatge que transmet el grup. El líder, de clara tendència marxista, guia el missatge de les lletres cap a una protesta que va acompanyada d'un també fort punt sentimental. Durant la seva primera etapa a Celtas Cortos, editarà un disc en solitari, El Caimán Verde (1995), una proposta de la seva cançó social i compromesa sense allunyar-se gaire del que compon amb Celtas Cortos.
El 28 d'agost de 2002 Jesús Cifuentes s'acomiada de Celtas Cortos a la plaça de toros de Valladolid en un concert de comiat. Llavors emprèn un nou projecte, Cifu & La Calaña Sound, un experiment de música electrònica seguint amb la tònica de protesta que l'ha acompanyat sempre. Amb una davallada tant del projecte de Cifuentes com de Celtas Cortos sense el seu líder original, a principis de 2006 tornen a ajuntar-se per reprendre el projecte històric de Celtas Cortos, el que va aconseguir mantenir viu un estil propi durant vint anys.